# Michael Sollbauer
Michael Sollbauer (* 15. Mai 1990 in Klein Sankt Paul) ist ein österreichischer Fußballspieler auf der Position eines Abwehrspielers.

## Karriere
Sollbauer begann seine aktive Karriere als Fußballspieler im Jahre 1996 in seinem Heimatort Klein Sankt Paul im Bezirk Sankt Veit an der Glan in Kärnten, wo er im Nachwuchs der WSG Wietersdorf aktiv war. Nachdem er mehrere Jugendspielklassen durchlief, bekam er im Juli 2004 ein Angebot des FC Kärnten, der seinen Spielbetrieb zum damaligen Zeitpunkt in der zweitklassigen Ersten Liga hatte, nachdem die Profimannschaft in der Vorsaison 2003/04 auf dem letzten Tabellenplatz rangierend aus der höchsten Spielklasse Österreichs abgestiegen war.
In der Jugendabteilung des FC Kärnten war er von Juli 2004 bis Juli 2005 vorerst nur als Kooperationsspieler aktiv, wurde danach jedoch vom Verein als vollwertiges Vereinsmitglied gemeldet. Nachdem die Profimannschaft des Vereins in der Endtabelle der Saison 2004/05 den dritten Platz erreicht hatte, schaffte das Team, nachdem es in der Spielzeit 2005/06 lange im Spitzenfeld der Liga mitgespielt hatte, nur den siebenten von zehn Tabellenplätzen zu erreichen. Sollbauer kam in dieser Spielzeit auf elf Einsätze in der Jugend des Vereines.
Nachdem Sollbauer in der Saison 2006/07 zu 24 Einsätzen, sowie zu zwei Toren in von Toto gesponserten U-19-Jugendliga kam, wurde er vom Vorstand des neugegründeten SK Austria Kärnten zu einem Probetraining eingeladen.
Am 2. August 2007 wechselte der junge Verteidiger schließlich zum Verein in die Landeshauptstadt Klagenfurt, wo er vorwiegend im Nachwuchsbereich aktiv war, und dort bei 24 Ligaeinsätzen drei Treffer erzielte. Weiters kam er in der Saison 2007/08 zu zwei Einsätzen für die Austria-Kärnten-Amateure in der drittklassigen österreichischen Regionalliga Mitte, in der er am 30. April 2008 bei der 1:1-Auswärtsniederlage debütierte, als er in der 90. Spielminute für Bernd Schierhuber eingewechselt wurde.
Während der Saison 2008/09 kam der Abwehrspieler in 28 von 30 möglich gewesenen Ligaspielen für die Amateure des SK Austria Kärnten in der viertklassigen Kärntnerliga, der höchsten Spielklasse des Bundeslandes Kärnten, zum Einsatz. Damit war er als Stammspieler einer der Hauptverantwortlichen für den zweiten Platz in der Endtabelle und dem damit verbundenen Vizemeistertitel. Insgesamt kam er während der Spielzeit zu zwei Ligatoren.
2008/09 zum Großteil noch auf der Ersatzbank, feierte Sollbauer am 18. September 2009 sein Teamdebüt, als er im ÖFB-Cup-Spiel der Saison 2009/10 gegen den SV Allerheiligen in der 55. Minute für Martin Živný eingewechselt wurde; das Spiel endete in einem 2:1-Sieg der Kärntner. Fünf Tage später, am 23. September, gab der junge Abwehrspieler sein Bundesligadebüt, als er bei der 1:3-Auswärtsniederlage gegen den LASK Linz in der 53. Minute für den gambischen Stürmer Modou Jagne ins Spiel kam. Der SK Austria Kärnten führte in dieser Partie nach 10 Minuten bereits mit 1:0, musste sich aber schlussendlich nach drei Toren von Roman Wallner (ebenso viele Assists von Thomas Prager), geschlagen geben.
Im Sommer 2010 wechselte er in die Erste Liga zu WAC/St. Andrä. Mit dem WAC konnte er 2012 in die Bundesliga aufsteigen und erreichte 2019 auch die UEFA Europa League. Für die Wolfsberger kam er in neuneinhalb Jahren zu 280 Erst- und Zweitligaeinsätzen. Im Jänner 2020 wechselte er nach England zum Zweitligisten FC Barnsley. In eineinhalb Jahren in Barnsley kam er zu 54 Einsätzen in der EFL Championship.
Zur Saison 2021/22 wechselte Sollbauer nach Deutschland zum Zweitligisten Dynamo Dresden, bei dem er einen bis Juni 2023 laufenden Vertrag erhielt. In Dresden war er in der Innenverteidigung gesetzt und stand in 33 Saisonspielen in der Startelf, nur eine Partie verpasste er bedingt durch eine Gelbsperre. Mit Dynamo stieg er zu Saisonende jedoch nach verlorener Relegation gegen den 1. FC Kaiserslautern aus der 2. Bundesliga ab, woraufhin sein eigentlich noch eine Spielzeit lang laufender Vertrag seine Gültigkeit verlor und Sollbauer den Klub wieder verließ.
Daraufhin kehrte er zur Saison 2022/23 in seine Heimat Österreich zurück und wechselt zum Rekordmeister SK Rapid Wien, bei dem er einen bis Juni 2024 laufenden Vertrag erhielt. Nach der Saison 2023/24 verließ er Rapid.
Im Anschluss wechselte er zur Saison 2024/25 zum Zweitligisten SV Ried, bei dem er einen bis 2026 laufenden Vertrag erhielt.

## Erfolge
- 1× Young Star des Jahres 2012 – Erste Liga
- 1× Vizemeister der Kärntnerliga: 2008/09

## Privat
Sollbauer besuchte im  BG/BRG Lerchenfeld in der Klagenfurter Lerchenfeldgasse den gleichen Jahrgang, wie Andreas Tiffner, ein weiterer Profifußballspieler. Wie auch Tiffner, stieg Sollbauer erst in der dritten Klasse ins Gymnasium ein.